# 尼罗河神雕像 (那不勒斯)
尼罗河神雕像 (Statua del dio Nilo)是古罗马大理石雕像,建于公元前2至3世纪。

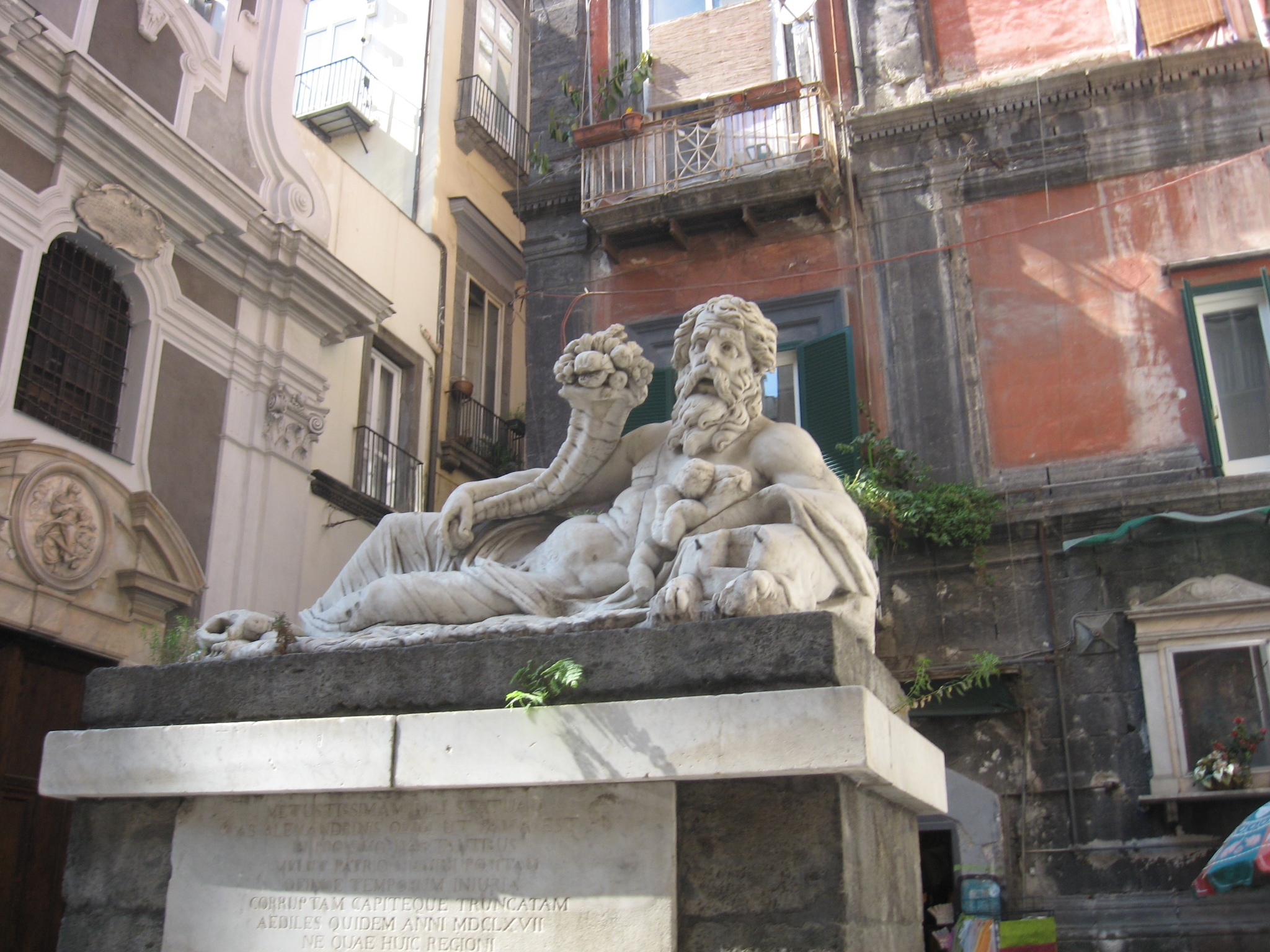
那不勒斯尼罗河神雕像

它位于尼罗河小广场，开始于尼罗河街（via Nilo）。皮尼亚泰利圣母升天堂（Santa Maria Assunta dei Pignatelli）面对此雕塑。
雕像代表尼罗河神，由亚历山大商人树立。1476年修复，当时无头。后来修复。
同样主题，但质量更好的版本保存在梵蒂冈博物馆。

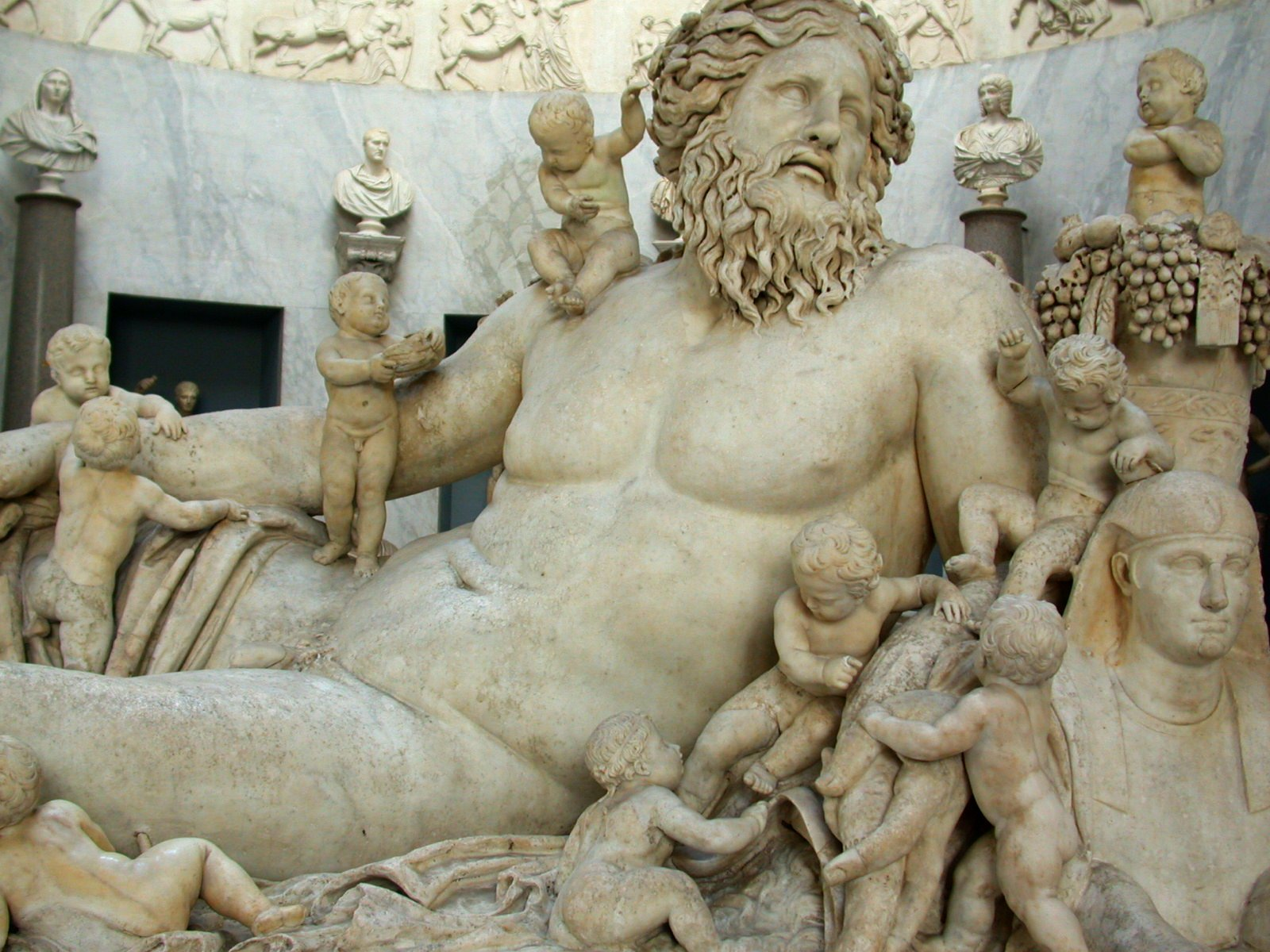
梵蒂冈博物馆尼罗河神雕像

40°50′56″N 14°15′22″E / 40.848752°N 14.256096°E